# Grupo Integración Centro - Democrático
El Grupo Integración Centro Democrático es un grupo parlamentario que existe dentro del Parlamento Centroamericano. Es el grupo más grande de todos con 55 diputados de todos los países miembros y gran cantidad de partidos distintos de diversas ideologías. En general agrupa partidos que se definen como centristas, centroderecha o de derecha incluyendo partidos liberales, socialdemócratas y demócrata cristianos. 
Es presidido por Rafael Espada de Guatemala, sus vicepresidentes son Herber Aguilar de El Salvador, Mauricio Díaz Dávila de Nicaragua, Octavio Huerta de Panamá, Víctor Manuel Mojica de República Dominicana y Carlos Montoya de Honduras, su secretaria general es Sonia Segura de Guatemala.

## Integrantes
| País                 | Diputados | Partido                                    |
| -------------------- | --- | ------------------------------------------ |
| El Salvador          | Herber Mauricio Aguilar Zepeda | Gran Alianza por la Unidad Nacional        |
| El Salvador          | Nelson de la Cruz Alvarado | Partido Demócrata Cristiano de El Salvador |
| El Salvador          | Ciro Cruz Zepeda Peña | Partido de la Concilicación Nacional       |
| Guatemala            | Rafael Espada, Édgar Dedet Guzmán, Roberto Alejos Vásquez, Víctor Leonel Ramírez | Unidad Nacional de la Esperanza            |
| Guatemala            | Manuel Antonio Meneses Ruiz. | Unión del Cambio Nacional                  |
| Guatemala            | Julio Guillermo González Gamarra, Marco Vinicio Herrera Romero. | Compromiso, Renovación y Orden             |
| Guatemala            | Celia Roslinda de León Maldonado, Sonia Argentina Segura Varsoly | Libertad Democrática Renovada              |
| Honduras             | Carlos Roberto Montoya Castro, Armando Bardales Paz, Héctor Vidal Cerrato Cruz, Vidal Antonio Flores, Ángel Andrés Matuty Gutiérrez                                                                  | Partido Liberal de Honduras                |
| Honduras             | Jorge Rafael Aguilar Paredes | Partido Innovación y Unidad                |
| Honduras             | Lucas Evangelisto Aguilera Pineda | Partido Demócrata Cristiano de Honduras    |
| Nicaragua            | Mauricio José Díaz Dávila, Jorge Hugo Torres | Partido Liberal Independiente              |
| Nicaragua            | José Antonio Alvarado Correa | Partido Liberal Constitucionalista         |
| Panamá               | José Octavio Huertas, Dorindo Jayan Cortez Marciaga, Sandra Iberia Noriega Sieiro, Román González, José Simpson Polo, Luis Castillo Sinisterra, Everardo de León de la Rosa, Román Sandoval González | Partido Revolucionario Democrático         |
| Panamá               | Danis Mireya Montemayor Cedeño, | Partido Panameñista                        |
| Panamá               | David Arce Merel, Noriel Alfredo Ceitu | Cambio Democrático                         |
| Panamá               | Abraham William Della Sera | Unión Patriótica                           |
| Panamá               | Cirilo Salas Lemos | MOLIRENA                                   |
| República Dominicana | Juan Manuel Ventura, Sebastino Brito, Milagros Díaz, Diego Aquino, Franklin de la Cruz, Altagracia Martha Pérez, Juan Pablo Plácido, Jedeón Santos, Mayra Josefina Tavárez, Santiago Rodríguez       | Partido de la Liberación Dominicana        |
| República Dominicana | Tony Raful, Ana María Acevedo, Fausto Liz y Aníbal García Duvergé, Juan Alberto Cohén, Ana Elizabeth Aristy, Máximo Lebrón, Edme Elizabeth Arnaud, Silvia García Planco                              | Partido Revolucionario Dominicano          |